# بیمارستان دارمائیس
بیمارستان دارمائیس (به لاتین: Dharmais Hospital) یک بیمارستان در اندونزی است که در جاکارتا واقع شده‌است.